# آشر
آشر ریموند چهارم (انگلیسی: Usher Raymond IV؛ زادهٔ ۱۴ اکتبر ۱۹۷۸) خواننده، ترانه‌نویس و رقصندهٔ آمریکایی است. او چهرهٔ تأثیرگذاری در موسیقی آراندبی معاصر و پاپ به‌شمار می‌رود. آشر در ۱۶ سالگی نخستین آلبومش را منتشر کرد و در اواخر دههٔ ۱۹۹۰ پس از انتشار دومین آلبومش، راه من (۱۹۹۷) به شهرت رسید. سومین آلبومش، ۸۷۰۱ (۲۰۰۱) شاهد موفقیت دوباره بود، به‌طوری که هشت میلیون نسخه در جهان فروخت و برندهٔ جایزهٔ گرمی شد. آلبوم اعترافات (۲۰۰۴) او را به یکی از پرفروش‌ترین موسیقی‌دانان دههٔ ۲۰۰۰ تبدیل کرد و چهار تک‌آهنگش شامل «آره!» به صدر جدول بیلبورد هات ۱۰۰ رسیدند. این آلبوم بیش از ۲۰ میلیون نسخه در سرتاسر جهان فروخت و از طرف انجمن صنعت ضبط موسیقی ایالات متحده آمریکا گواهی الماس دریافت کرد.
آشر ۳۳ میلیون آلبوم و ۳۸٫۲ میلیون ترانهٔ دیجیتالی در ایالات متحده فروخته‌است. در سطح بین‌المللی، او ۸۰ میلیون آلبوم به فروش رسانده و یکی از پرفروش‌ترین هنرمندان موسیقی تاریخ است. در پایان سال ۲۰۰۹، مجلهٔ بیلبورد او را دومین هنرمند موفق دهه و هنرمند شماره یک هات ۱۰۰ در دهه معرفی کرد و اعترافات را برترین آلبوم انفرادی دهه نامید. همین مجله نام او را در رتبه ششم فهرست «۵۰ هنرمند برتر آراندبی/هیپ‌هاپ در ۲۵ سال گذشته» قرار داد. در سال ۲۰۲۳، مجلهٔ رولینگ استون او را نود و هفتمین خواننده برتر تاریخ معرفی کرد. آشر یک آیکان  و نماد سکس دانسته می‌شود و ستاره‌ای در پیاده‌روی مشاهیر هالیوود دارد. او افتخارات گوناگونی شامل هشت جایزهٔ گرمی، هشت جایزهٔ موسیقی آمریکا و سه رکورد جهانی گینس دریافت کرده‌است.

## زندگی هنری

آشر در تور OMG در هیوستون ۲۰۱۰.

او شهرت خود را در اوایل ۱۹۹۰ و بعد از آن با انتشار آلبوم‌های راه من (۱۹۹۷) و ۸۷۰۱ (۲۰۰۱) به دست آورد. او در ادامه، موفق به انتشار آلبوم اعترافات (۲۰۰۴) شد که بیش از ده میلیون نسخه از این آلبوم در آمریکا فروش رفت. این آلبوم با فروشی بیش از ۲۰ میلیون نسخه یکی از پر فروش‌ترین آلبوم‌های جهان شناخته شده‌است. آهنگ (آره!) رتبه چهارم را در مجله بیلبورد داراست. تا به امروز ۵۰ میلیون نسخه از آلبوم‌های او در سراسر جهان فروخته شده‌است و همچنین او برنده هفت جایزه گرمی نیز شده. در سال ۲۰۰۸ در لیست منتشر شده؛ از طرف مجله بیلبورد در مورد ۱۰۰ هنرمند موفق نام او در رتبه ۲۱ قرار داشت. همچنین وی ۱۱ آهنگ نامبر وان در سراسرِ جهان دارد و تاکنون ۲۳٫۵ میلیون نسخه از آلبوم‌های او در آمریکا فروش رفته‌است که یکی از پر فروش‌ترین خواننده‌های آمریکا محسوب می‌شود. در سال ۲۰۱۰ تک‌آهنگ OMG بیش از ۷ میلیون نسخه فروش داشت و یکی از موفق‌ترین تک‌آهنگ‌های سال ۲۰۱۰ محسوب می‌شود.
آشر جوایز متعددی را در زمینهٔ موسیقی دریافت کرده‌است که از جمله آن می‌توان به هفت جایزه گرمی اشاره کرد. همچنین دریافت ۸ جایزه American Music Awards که از جمله آن‌ها می‌توان به دریافت جایزه American Music Awards در بخش بهترین خواننده مرد سبک Soul/R&B در سال ۲۰۱۲ و همچنین دریافت جایزه American Music Awards در بخش بهترین آلبوم سبک R&B/Soul در سال ۲۰۱۰ و جوایز متعدد دیگر اشاره کرد. دریافت ۲۰ جایزه Billboard Music Awards، همچنین نامزد ۹ جایزه Billboard R&B/Hip-Hop Awards که موفق به دریافت هر ۹ جایزه شده‌است. دریافت ۲ جایزه در مراسم‌های (NRJ Music Awards (France و People Choice Awards, USA
نامزد ۱۲ جایزه Soul Train Music Awards, USA که توانسته ۹ جایزه را از آن خود کند.
دریافت ۳ جایزه Radio Music Awards, USA، نامزد ۳۱ جایزه MTV Awards که رقم قابل ملاحظه‌ای است که از آن بین توانسته ۶ جایزه را از آن خود کند.
و بسیاری جوایز و موفقیت‌های دیگر که طی دوران ۱۷ ساله‌ای که پا به عرصه موسیقی گذاشته توانسته آن‌ها را کسب کند.
از فیلم‌های معروف او می‌توان به بازی در فیلم او همه چیز تمام است، در میکس، بوردن و رنجرهای تگزاس اشاره کرد.

## زندگی شخصی

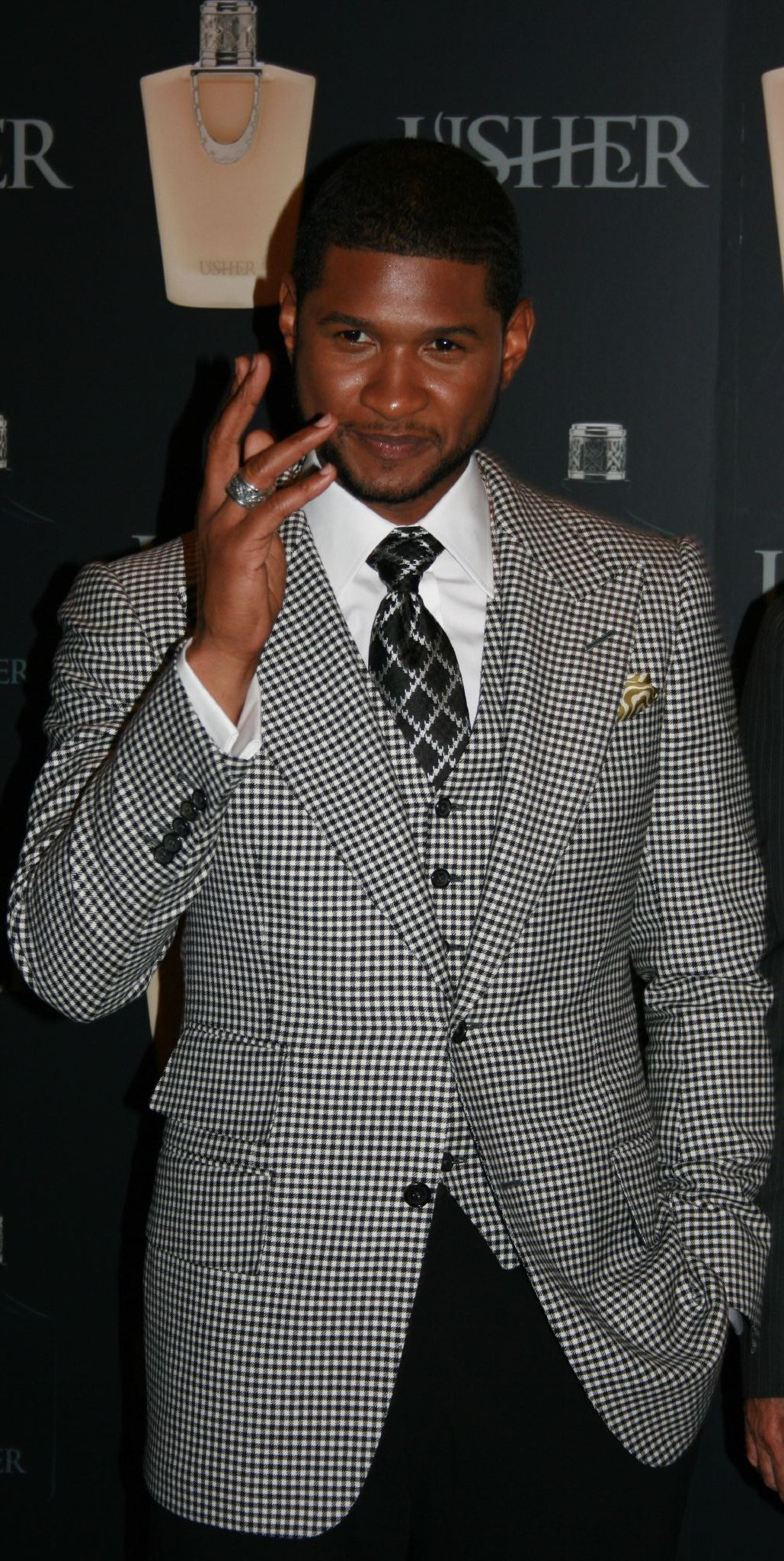
آشر ریموند درحال معرفی محصول

آشر در ۱۴ اکتبر سال ۱۹۷۸ در دالاس تگزاس زاده شد. پدر او در زمانی که آشر یک ساله بود او را ترک کرد. او در کودکی به عنوان یکی از اعضای گروه کر کلیسا بود. همچنین آشر معادل هادی در عربی است.
آشر در سال ۲۰۰۷ با Tameka Foster مدل آمریکایی ازدواج کرد اما به دلیل برخی مشکلات در سال ۲۰۰۹ از همسرش جدا شد. آشر دو فرزند پسر از Tameka Foster دارد که اسم یکی از آن‌ها Naviyd Ely Raymond و دیگری Usher Raymond V است. ازدواج با Tameka Foster مشکلات زیادی را برای آشر به همراه داشت از جمله دادگاه‌های مکرر و شکایت‌های فراوان Tameka از آشر به دلیل ندادن پول سرپرستی نگهداری از فرزندان. Tameka ادعا می‌کند که آشر ریموند چند هزار دلار برای حق سرپرستی و ماهیانه به او بدهکار است و این امر باعث شد مشکلات زیادی برای آشر به وجود آید. هر چند که تمام این ادعاها شایعه بود و سرانجام دادگاه آشر را تبرعه کرد.

## ترانه‌شناسی
- آشر (۱۹۹۴)
- راه من (۱۹۹۷)
- ۸۷۰۱ (۲۰۰۱)
- اعترافات (۲۰۰۴)
- اینجا ایستاده‌ام (۲۰۰۸)
- ریموند در برابر ریموند (۲۰۱۰)
- به دنبال خودم (۲۰۱۲)
- هارد ۲ لاو (۲۰۱۶)
- به خانه آمدن (۲۰۲۴)